# Andrej Panadić
Andrej Panadić (* 9. březen 1969) je bývalý chorvatský fotbalista a reprezentant Jugoslávie.

## Reprezentační kariéra
Andrej Panadić odehrál 3 reprezentační utkání. S jugoslávskou reprezentací se zúčastnil Mistrovství světa 1990 v Itálii.

## Statistiky
| Jugoslávie | Jugoslávie | Jugoslávie |
| Roky       | Záp.       | Góly       |
| ---------- | ---------- | ---------- |
| 1989       | 3          | 0          |
| Celkem     | 3          | 0          |